# Vincent Duhagon
Vincent Duhagon est un joueur français de volley-ball né le 30 janvier 1981 à Bruges (Gironde). Il mesure 1,94 m et joue réceptionneur-attaquant. Il compte 2 sélections en équipe de France

## Clubs
| Club                 | De        | À         |
| -------------------- | --------- | --------- |
| JSA Bordeaux         | 1995-2000 | 2000-2001 |
| Stade Poitevin       | 2001-2002 | 2003-2004 |
| Tourcoing LM         | 2004-2005 | 2007-2008 |
| Spacer's de Toulouse | 2008-2009 | 2009-2010 |
| Montpellier UC       | 2010-2011 | 2012-2013 |
| Stade Poitevin       | 2013-2014 | 2015-2016 |

## Palmarès
- Coupe de France (1)
  - Vainqueur : 2002
  - Finaliste : 2003, 2005, 2007
- Coupe de France fédérale (1)
  - Vainqueur : 2014